# 신무신론

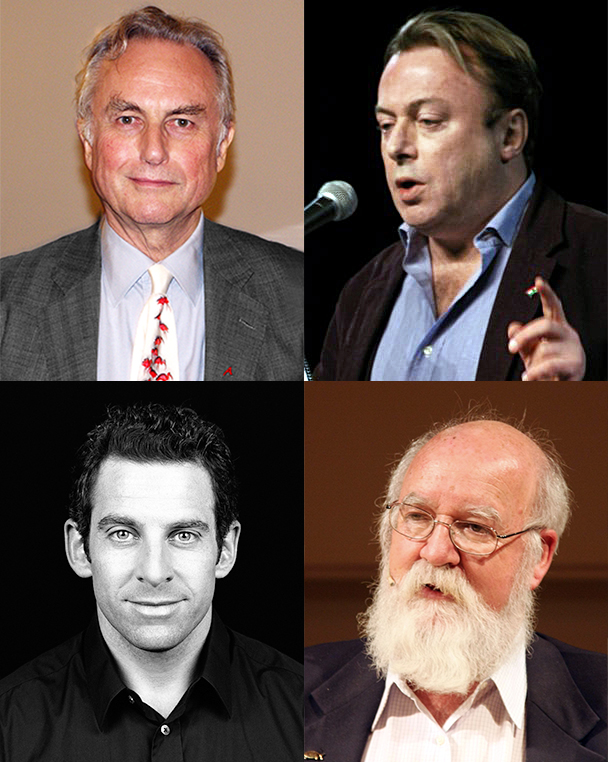
리처드 도킨스, 크리스토퍼 히친스, 샘 해리스, 대니얼 데닛.

신무신론(新無神論)은 "종교는 쉽게 용인되어서는 안 되며, 종교가 그 영향을 끼치는 곳에서는 반드시 반박되고, 비판되고, 합리적인 논쟁의 대상이 되어야 한다"는 관점을 주창하는 일련의 21세기 무신론자 작가들의 운동에 붙여진 이름이다.(기존 무종교적 전통을 포괄하며, 이전에는 전통적으로 반신론이라고 불렸다) 신무신론과 관련된 일련의 인기있는 책들이 주장하는 바에 따르면, 최근의 과학적 진보는 종교, 미신, 종교적 광신에 대하여 기존의 세속주의자들이 하던 것보다 더 불친절해질 것을 요구하고 있다. 이 운동은 일반적으로 리처드 도킨스, 대니얼 C. 데닛, 샘 해리스, 크리스토퍼 히친스를 비롯해 빅터 J. 스텐저, 로렌스 M. 크라우스, A.C. 그레일링 등의 사람들과 연관되는 것으로 여겨진다. 위 작가들의 베스트셀러들은 주로 2004년에서 2007년 사이에 출판되었으며, 이것이 신무신론에 관한 논쟁에 있어 대부분의 기초를 형성했다.

## 역사
2004년 출간된 샘 해리스의 베스트셀러 종교의 종말이 시작이었다. 샘 해리스는 9·11 테러를 보고 직접적인 저술 동기를 얻었으며, 이 책에서 그는 이슬람교, 기독교, 유대교를 정면으로 비판하고 있다. 2006년 그는 기독교 국가에 보내는 편지를 통해 또 한번 기독교를 비판했으며, 같은 해 리처드 도킨스는 BBC 다큐멘터리 모든 악의 근원? 방영과 더불어 뉴욕 타임즈 베스트셀러 목록에 51주 동안 이름을 올린 책 만들어진 신을 출판했다. 다른 이정표적 간행물로는 다음과 같은 것들이 있다. 주문을 깨다(2006, 데니얼 C. 데닛), 물리학의 세계에 신의 공간은 없다(2007, 빅터 J. 스텐저), 신은 위대하지 않다(2007, 크리스토퍼 히친스), Atheist Manifesto: The Case Against Christianity, Judaism, and Islam(2007, Michel Onfray), 신은 없다(2008, 댄 바커). 2007년 이루어진 토론회에서, 도킨스의 웹사이트는 묵시록의 4기사를 암시하기 위해 리처드 도킨스, 샘 해리스, 데니얼 데닛, 크리스토퍼 히친스 등을 "네 명의 기수"라고 호칭하고 있다.

## 관점
신무신론자들은 주로 과학적 관점에서 글을 쓴다. 과학이 "신" 개념과는 무관하거나 혹은 신 개념을 다루는 데는 적절치 못하다고 본 이전의 작가들과는 달리, 도킨스는 반대로 "신 가설"은 과학적 가설이며, 물리적 우주에 영향을 끼치고, 다른 가설들과 똑같이 검증되고 반증될 수 있다고 주장한다. 빅터 스텐저 같은 신무신론자는 아브라함의 신과 같은 인격적 신은 과학의 표준 방식으로 검증될 수 있는 과학적 가설이라고 제언한다. 도킨스와 스텐저 둘 다 가설이 어떠한 검증을 거쳐도 실패한다고 결론내리면서, 자연주의로도 가장 멀리 떨어진 은하수부터 생명의 기원, 종, 심지어는 두뇌 활동과 의식에 이르기까지, 우리가 우주에서 관찰할 수 있는 모든 것들에 대해 충분히 설명할 수 있다고 주장한다. 그들은 계속해서 어디에도 현실 세계를 이해하기 위해서 신이나 초자연을 끼어넣을 필요가 없다고 말한다. 많은 신무신론자들은 감추어진 신 논증을 이용해, 증거가 예상될 수 있는 상황에서 "증거의 부재는 부재의 증거"라고 주장한다. 그들은 우주와 생명이 신이나 초자연적 존재에 의해 설계되었다는 관점에 대해 비판적이며, 무수한 과학적 토론을 통해 정립되고 있는 유전학적 관점(분자 생물학, 진화론)이 성경을 대신할 수 있다고 주장한다.

### 종교에 대한 과학적 검증
신무신론자들은 (처녀 잉태나 내세와 같은) 종교적, 초자연적 주장들은 자연세계에 대한 과학적 주장이라고 생각한다. 그들은 이를테면 예수에게 부모가 있는가 하는 문제 같은 것은 "가치"나 "도덕"의 문제가 아닌 과학적 질문거리라고 본다. 신무신론자들은 과학이 이제 모든─그게 아니라면 적어도 일부의─초자연적 주장을 조사할 수 있다고 믿는다. 마요 클리닉이나 듀크 대학교 같은 기관들은 중보기도의
치료 효과에 대한 경험주의적 근거를 찾기위한 시도를 했다. 현재까지, 이와 같은 실험들은 중보 기도가 실제로 효과를 나타낸다는 어떠한 증거도 발견하지 못했다.

### 논증
빅터 스텐저는 그의 책 물리학의 세계에 신의 공간은 없다에서, 전지하고 전선하고 전능한 특성을 가진 소위 3전 신은, 논리적으로 존재할 수 없다고 주장했다. 이와 비슷하게 신의 다양한 속성을 거론하며 펼치는 신 부재 논증은 Michael Martin과 Ricki Monnier의 The Impossibility of God 이나 Theodore M. Drange의 기사 "Incompatible-Properties Arguments"에서 찾을 수 있다.

### NOMA에 대한 관점
신무신론자들은 스티븐 제이 굴드가 지지하던 겹치지 않는 교도권 (NOMA), 즉 "교육의 한 형태가 의미있는 담론과 해결을 위한 적절한 도구를 지닌 영역"의 존재를 옹호하는 개념에 대해 특히 비판적이다. 굴드에 따르면 과학과 종교는 서로 겹치지 않는 교도권으로 뚜렷이 분리되어 있다. 과학은 관측 결과를 설명하기 위해 개발된 이론을 포함한 경험적 영역에 국한되며, 종교는 인생의 궁극적 의미에 대한 물음과 도덕적 가치를 탐구한다. 신무신론의 지도자들은 NOMA가 과학과 종교가 서로 부딪히는 경험적 사실들을 묘사하지 않았다고 반박한다. Free Inquiry 잡지 에 기고한 기사와 후에 출간된 책 만들어진 신에서, 리처드 도킨스는 아브라함계 종교가 끊임없이 과학적 영역을 침범한다고 썼다. Nonsense on Stilts라는 저서에서, 마시모 피글리우치는 굴드가 종교를 도덕 철학으로 재정의하려 시도했다고 주장했다. 매트 리들리는 종교가 궁극적 의미나 도덕에 대해 탐구하는 것보다 더 많은 일을 하려들며, 과학도 같은 일을 하지못할 이유가 없다고 지적했다. 좌우지간 도덕은 관측 가능한 현상인 인간 행동과 연관되며, 과학은 관측 가능한 현상을 탐구하는 학문이라는 것이다. 리들리는 진화적 기원과 도덕성에 대한 중요한 과학적 조사가 이루어지고 있다고 주장했다.

## 영향
신무신론자와 무종교인은 그들을 향한 편견과 마주칠 수 있다. 브리티시컬럼비아 대학교의 연구에 따르면 신자들은 무신론자를 근본주의자 만큼이나 불신한다. 연구는 또한 무신론자들이 더 낮은 고용 전망성을 가지고 있다는 것을 보여준다.

## 비판
2008년 출간된 제임스 카스의 저서 신앙에 대한 종교적 사례(The Religious Case Against Belief)는 신무신론에 대한 응답이다. 이 책은 확고한 신자들과 확고한 불신자들 모두를 비판하며, 본질적으로 우주의 형이상학적 불확실성을 주장하고, 불가지론과 의심의 고유한 경이로움을 옹호한다.
2010년 올라온 칼럼 왜 나는 신무신론을 믿지 않는가에서, 톰 플린은 소위 "신무신론"이라는 것이 새롭지도 않을 뿐더러 어떤 운동조차 아니며, 신무신론에서 새로운 것이라고는 오직 무신론에 대해 다룬 출간물이 유명 출판사에서 간행되고, 그것이 수백만의 사람들에게 읽혀 베스트셀러 목록에 올라왔다는 사실뿐이라고 주장했다.(이에 대해서는 크리스토퍼 히친스 역시 "신무신론에 새로운 것은 없으며 단지 최근에 일어났을 뿐이다"라고 말한 바 있다.)
객관주의자들은 "네 명의 저승사자"가 종교적 윤리 영역에서 합리적인 도덕성을 제공하는데 실패했다고 비판한다. 2008년 기사에서, Alan Germani는 저들이 방어하려는 애타주의라는 도덕은 이성이나 사실의 영역에 기초할 수 없으며, 따라서 "이들의 윤리는 본질적으로 자신들이 비난하는 종교와 다를 바가 없다. 즉 자기 희생이라 불리는 신비"라고 주장했다.
2010년 가진 인터뷰에서 마르크스주의 문화 비평가 테리 이글턴은 "제도 종교에 문제점이 있다는 그들의 지적"에 동감한다면서도 신무신론자들이 종교와 근본주의적 종교를 의도적으로 구분치 않았고, "종종 ‘테러와의 전쟁’을 지적으로 정당화"한다며 비판했다.
심리학자 조나단 하이트는 EDGE에 기고한 글에서 신무신론자들의 주장과는 달리 "수십 년에 걸친 조사에 따르면 종교적인 실천이야말로 자선을 가르치는 가장 강력한 지표 중의 하나"라며, "모든 장수하는 이데올로기와 생활방식에는 이기심을 억제하고 협동을 진작시킴으로써 인간의 번영을 가능케하는 지혜와 통찰이 있다"고 주장했다.
철학자 마이클 루스는 신무신론을 "엄청난 재앙"이라고 부르며 강도 높게 비판하기도 했다.

## 같이 보기
- 반종교
- 반신론
- 브라이트 운동
- 종교 비판
- 자유사상
- 유물론
- 종교심리학
- 과학주의